# Mucoromycotina
Mucoromycotina Benny – podtyp (podgromada) grzybów wyróżniany w niektórych współczesnych systemach taksonomicznych. Formalnie opisany w systemie Hibbetta i in. przez Geralda Benny’ego. Typem nomenklatorycznym jest rodzaj pleśniak (Mucor Fresen.).

## Charakterystyka
Najczęściej saprotroficzne, czasem fakultatywnie pasożytujące na innych grzybach (nie wytwarzając ssawek), rzadko wchodzące w ektomykoryzę. Rozgałęziona grzybnia. Młode strzępki wielojądrzaste, czasem dojrzewając tworzą porowate przegrody. Rozmnażanie bezpłciowe przez zarodniki zebrane w zarodniach różnego typu (sporangiolach, merosporangiach) lub rzadko przez chlamydospory, artrospory lub blastospory. Rozmnażanie płciowe z wytwarzaniem zygospor.

## Systematyka
Podtyp Mucoromycotina zawiera na następujące rzędy:
- Mucorales Fr. (1832)
- Endogonales F. Moreau ex R. K. Benj. (1979)
- Mortierellales Caval.-Sm. (1998)

Grzyby z tej grupy tradycyjnie włączane były do sprzężniaków (Zygomycota). W systemie Hibbetta i in. takson Zygomycota nie jest wyróżniany, gdyż pewne cechy sugerują jego monofiletyzm, podczas gdy pozostałe mu przeczą, a pokrewieństwo jego przedstawicieli jest niedostatecznie poznane. Mucoromycotina w tym systemie mają status podtypu (subphyllum) incertae sedis, przy czym rozważane jest ponowne uznanie typu Zygomycota.